# Journal of Visceral Surgery
Das Journal of Visceral Surgery, abgekürzt J. Visc. Surg., ist eine wissenschaftliche Fachzeitschrift, die vom Elsevier-Verlag veröffentlicht wird. Die Zeitschrift erscheint mit sechs Ausgaben im Jahr. Es werden Arbeiten aus dem Bereich der Viszeralchirurgie veröffentlicht.
Der Impact Factor lag im Jahr 2014 bei 1,750. Nach der Statistik des ISI Web of Knowledge wird das Journal mit diesem Impact Factor in der Kategorie Chirurgie an 85. Stelle von 198 Zeitschriften geführt.